# Tabela przestawna
Tabela przestawna (terminologia polska w arkuszu LibreOffice Calc i Microsoft Excel; ang. Pivot Table) – narzędzie analityczne arkusza kalkulacyjnego pozwalające filtrować, wybierać, przestawiać kolumny i wiersze z danymi w arkuszu kalkulacyjnym, aby uzyskać wynikowy, odmienny, bardziej przejrzysty i użyteczny od pierwotnego (źródłowego) układ danych, bez naruszania oryginalnej źródłowej tabeli lub tabel. Zazwyczaj tabela przestawna jest generowana przez arkusz kalkulacyjny w odrębnej zakładce, na podstawie wprowadzonych w oknie dialogowym poleceń użytkownika, i może być automatycznie aktualizowana, gdy zmieniane są dane źródłowe.
Technika ta umożliwia uzyskanie informacji niewidocznych na ogół w skomplikowanym i wielowymiarowym, oryginalnym układzie tabeli (tzw. danych źródłowych) i sprawienie, że są one bardziej czytelne dla użytkownika. Dzięki temu technika tabel przestawnych jest ceniona jako narzędzie analityczne, szczególnie w środowisku biurowym.
W arkuszu OpenOffice Calc podobna funkcja nosi nazwę pilot danych.